# 奧斯塔皮夫卡 (瓦爾瓦區)
50°24′24″N 32°50′3″E / 50.40667°N 32.83417°E
奧斯塔皮夫卡（烏克蘭語：Остапівка）是位於烏克蘭北部切爾尼希夫州裏普里盧基區的村莊，始建於1653年，面積2平方公里，海拔高度137米，2006年人口697。

## 外部連結
- Погода в селі  （页面存档备份，存于）
- Историческая информация о селе Остаповка （页面存档备份，存于） （俄文）